# Nargus nikitanus
Nargus nikitanus är en skalbaggsart som först beskrevs av Edmund Reitter 1884.  Nargus nikitanus ingår i släktet Nargus, och familjen mycelbaggar. Arten förekommer tillfälligt i Sverige, men reproducerar sig inte.